# Prunelle (fruit)
Pour les articles homonymes, voir Prunelle.

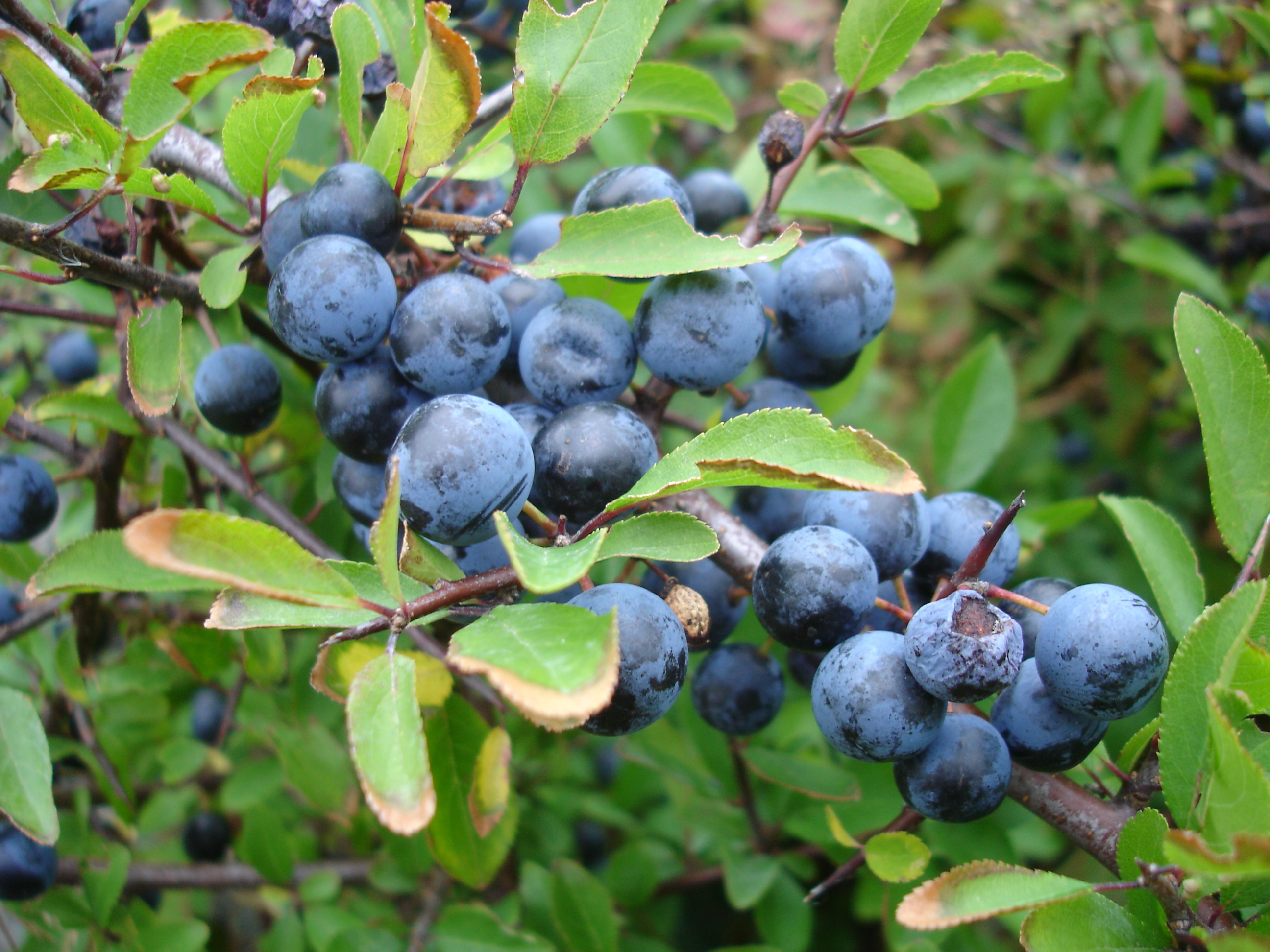
Prunelles.

La prunelle (ou localement plosse, notamment dans le sud de la Bourgogne-Franche-Comté ou le nord de l'Auvergne-Rhône-Alpes, ou pialousse en stéphanois) est le fruit du prunellier (Prunus spinosa), appelé aussi prunier épineux, ou épine noire, un arbrisseau épineux à fleurs blanches. C'est une drupe (fruit à noyau) globuleuse de 10–15 mm de diamètre, recouverte d'une pruine bleu clair, puis bleu noir à maturité.
Très astringente (en raison des tanins) et acide, la prunelle devient plus sucrée à pleine maturité. Elle se récolte généralement après les premières gelées, blette, et peut alors être consommée crue mais elle est meilleure cuite et édulcorée, en tarte, compote ou marmelade. On en fait une eau-de-vie en Navarre et au Pays basque appelée Patxaran, un vermouth en Vendée et dans les Charentes (Troussepinette), une liqueur avec ses noyaux à Troyes (Prunelle de Troyes) ou de la gelée. Elle peut être conservée dans la saumure, ce qui donne des fruits lacto-fermentées pouvant se consommer à la façon des olives ou des umeboshi.

## Bargnolino
Le Bargnolino est une variante italienne du sloe gin créée avec les fruits du prunellier et du sirop de sucre. Ce résultat en fait une liqueur douce, rouge, avec un degré d'alcool à 40-45 %. Le Bargnolino est souvent réfrigéré avant d'être servi.
Les fruits sont éclatés dans un pressoir, ou manuellement, pour favoriser la pénétration de l'alcool à 90° puis mis en bocaux hermétiques. Les bocaux sont retournés tous les quinze jours pendant un an, puis filtrés finement. Enfin on ajoute au filtrat environ 12 % de sirop de sucre à 650 g/L.

## Prunelle de Bourgogne
La liqueur Prunelle de Bourgogne fut créée en 1842 par Thomas Naltet, liquoriste à Chalon sur Saône. Au lieu de distiller les fruits, il les fit macérer dans l'alcool, ce qui donna une liqueur titrant 25 °. La Prunelle fut commercialisée dans un cruchon en grès de la Dheune. Le succès fut immédiat du fait de cette originalité, les amateurs identifiant le contenu au contenant. Les cruchons étaient utilisés ensuite comme bouillottes l'hiver pour réchauffer les lits. « Tout pour une bonne nuit », affirmaient les consommateurs.